# Hermann Ranke
Hermann Ranke, né le 5 août 1878 à Balgheim, royaume de Wurtemberg et mort le 22 avril 1953 à Fribourg-en-Brisgau, est un égyptologue allemand.

## Publications
- Die Personennamen in den Urkunden der Hammurabidynastie. Ein Beitrag zur Kenntnis der semitischen Namenbildung, München (1902)
- Babylonian Legal and Buisseness Documents from the Time of The First Dynasty of Babylon, Chiefly from Sippar (1906)
- Keilschriftliches Material zur altägyptischen Vokalisation, Abhandlungen der Preußischen Akademie der Wissenschaften (1910)
- Das altägyptische Schlangenspiel, Sitzungsbericht der Heidelberger Akademie der Wissenschaften (1920)
- Ägypten und ägyptisches Leben im Altertum (mit Adolf Erman), Tübingen (1923)
- Der Gilgamesch-Epos (Übersetzung), Hamburg (1924)
- Altorientalische Texte zum Alten Testament (mit Hugo Gressmann & Erich Ebeling (de)), Berlin (1926)
- Die ägyptischen Personennamen Bd. 1 & 2 (1935 & 1952)
- J. H. Breasteds Geschichte Ägyptens (Übersetzung), Zürich (1936)
- Meisterwerke der Ägyptischen Kunst, Berlin/Darmstadt (1948)

Éditions en français
- La civilisation égyptienne, avec Adolf Erman, Bibliothèque Payot,  (ISBN 9782228888004)
- Chefs-d'œuvre de l'art égyptien, Éditions Holbein, Bâle, 1950